# American Flyers
American Flyers és una pel·lícula estatunidenca de John Badham estrenada l'any 1985. Ha estat doblada al català.

## Argument
Dos germans (Marcus i David), un dels quals té una malaltia cerebral que va causar la mort del seu pare, decideixen participar en la més gran carrera ciclista de Colorado batejada com L'Infern de l'Oest, a través de las muntanyes Rocoses.

## Repartiment
- Kevin Costner: Marcus Sommers
- David Marshall Grant: David
- Rae Dawn Chong: Sarah
- Alexandra Paul: Becky
- Janice Rule: Madame Sommers
- Luca Bercovici: Muzzin
- Robert Townsend: Jérôme
- John Amos: Metge Conrad
- Doi Johnson: Randolph
- John Garber: Belov
- Jennifer Grey: Leslie
- James Terry: auto-stopista
- Jessica Nelson: auto-stopista
- Tom Lawrence: cronometrador
- Brian Drebber: speaker de la carrera
- Eddy Merckx: ell mateix